# Hozameen Range

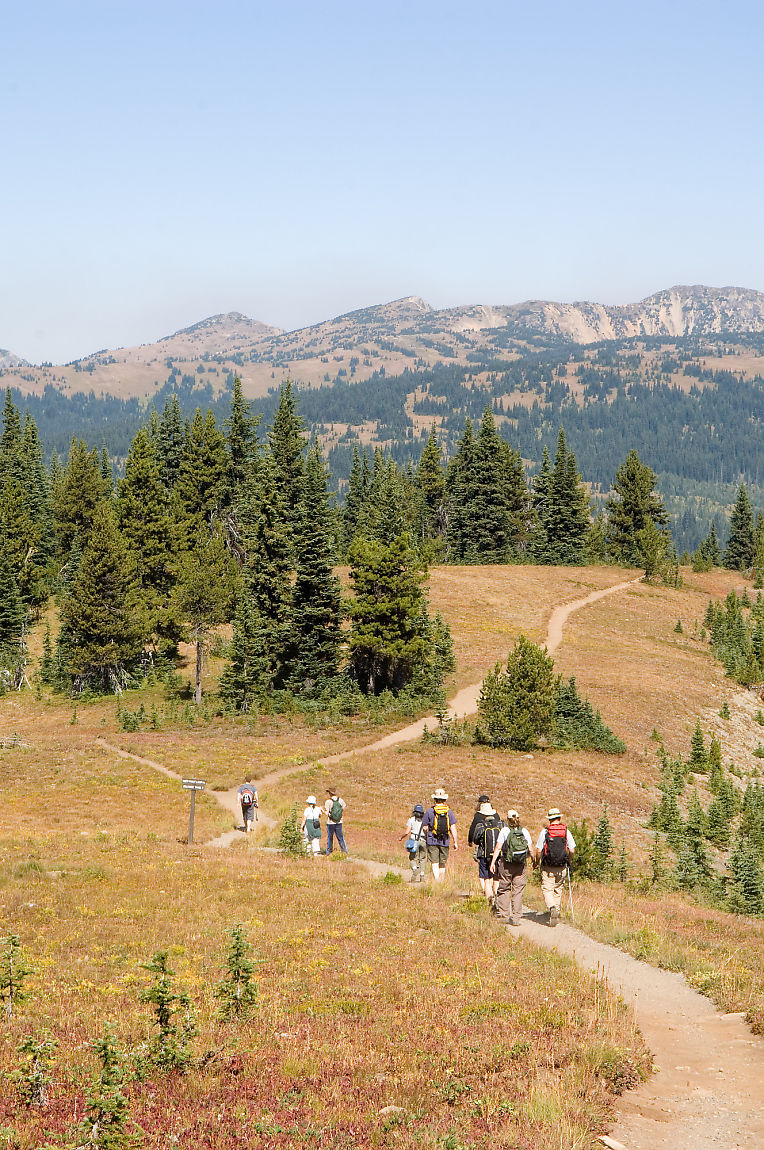
Eine Gruppe Wanderer im E.C. Manning Provincial Park.

Die Hozameen Range (in den Vereinigten Staaten Hozomeen Range geschrieben) ist ein Gebirgszug im südwestlichen British Columbia (Kanada) und im nördlichen Teil des US-Bundesstaates Washington, welche die geographische Grenze zwischen der Küsten- und der Inlandsregion von British Columbia darstellt. Sie ist eine Teilkette der Nördlichen Kaskadenkette und liegt in Nachbarschaft zur Okanagan Range im Osten und zur (inoffiziell so genannten) Coquihalla Range im Nordwesten, welche zwischen dem gleichnamigen Fluss und dem Fraser River liegt. Im nordwestlichen Teil der Hozameen Range befindet sich ihre einzige benannte Teilkette, die Bedded Range.

## Geographie
Über die Lage und die Grenzen der Teilketten der Nördlichen Kaskadenkette gibt es Meinungsunterschiede, obwohl die frühen Geologen und Topographen darin grundsätzlich übereinstimmten. Die Hozomeen Range wurde danach vom Skagit River im Westen begrenzt und erstreckte sich ostwärts bis zum Pasayten River (östlich des Sumallo River) und zum Coquihalla River. Der Kern der Hozomeen Range markiert nach dieser Definition die Wasserscheide zwischen den Fließgewässern in British Columbia, die westwärts zum Fraser River fließen, und denen, die über weitere Strecken über Zuflüsse von Nicola River, Thompson River und Similkameen River entweder in den Fraser oder in den Okanogan River strömen. Diese frühe Nomenklatur definierte die Hozomeen Range als südwärts die US-amerikanisch-kanadische Grenze überschreitend und schloss die Gipfel des Gebietes um den Hozomeen Mountain ein.:185–186, 261
BCGNIS definiert die Kette als im Süden bis zum Coquihalla River und im Westen bis zum  Tulameen River und Pasayten River reichend; im Westen wird sie von der Skagit Range begrenzt.
Peakbagger.com definiert die Hozameen Range als im Westen vom Skagit River, im Nordwesten vom Coquihalla River, im Nordosten vom Tulameen River und im Osten vom Similkameen River begrenzt.

## Tourismus
Der E.C. Manning Provincial Park liegt vollständig innerhalb der Grenzen der Hozameen Range.